# Municipio Andrés Mata
Andrés Mata es uno de los 15 municipios que conforman el Estado Sucre, tiene una superficie de 454 km² y se estima que para 2010 su población sea de 24 818 habitantes. La capital es San José de Areocuar. Cabe destacar que San José de Areocuar, es una de las ciudades más antiguas del estado, fundada por el padre capuchino Agustín de Frías el 12 de abril de 1677. Los primeros habitantes fueron los indígenas pariagotos. El nombre del municipio, se debe en honor al poeta, escritor y periodista carupanero Andrés Mata, fundador del diario El Universal.

## Historia
San José de Areocuar fue fundado en el año 1677 por el fraile capuchino aragonés Agustín de Frías de Albarracín, quien había sido ordenado sacerdote en 1645 y llegó a América en 1657. A su llegada, recibió autorización para establecer misiones por parte de Fray Lorenzo de Magallón, entonces Prefecto de la Misión de los Cumanagotos, perteneciente a la orden de los capuchinos.
El pueblo nació como una misión capuchina, y en sus primeros años contó con el apoyo de otros misioneros, entre ellos Fray Francisco de la Puente (1635–1715), quien desempeñó un papel destacado en el desarrollo espiritual y social de la comunidad.
En el año 1712, San José de Areocuar fue erigido como parroquia, consolidando su estructura eclesiástica. Para 1740, la población había crecido considerablemente, con 268 familias y un total de 1.066 habitantes, distribuidos en 189 casas, incluyendo las residencias del corregidor y del cura doctrinero.
La iglesia del pueblo era notable para la época: una construcción de tres naves, techada con carata, equipada con dos campanas y bien provista de ornamentos litúrgicos y vasos sagrados, lo que reflejaba la importancia religiosa y cultural de la misión en la región.

### Toponimia
El municipio toma el nombre en honor a Andrés Mata.

## Geografía
La geografía del municipio se caracteriza por ser una región semi montañosa, con elevaciones entre los 100 y 500 m s. n. m., en la zona sur hay un valle, que está formado por el paso del río San Juan.

### Límites
- Al norte: con el municipio Municipio Bermúdez (perteneciente al estado Sucre (Venezuela); y el Mar Caribe.
- Al sur: con el municipio Andrés Eloy Blanco , perteneciente al estado Sucre (Venezuela).
- Al este: con los municipios Municipio Benítez  y Municipio Bermúdez; ambos pertenecientes al estado Sucre (Venezuela).
- Al oeste: con el municipio Andrés Eloy Blanco, perteneciente al estado Sucre (Venezuela).

### Organización parroquial
| Parroquia            | Superficie | Población  | Densidad       |
| -------------------- | ---------- | ---------- | -------------- |
| San José de Aerocuar | km²        | 14409 hab. | hab./km²       |
| Tavera Acosta        | km²        | 10409 hab. | hab./km²       |
| Municipio Mata       | 454 km²    | 24818 hab. | 54,67 hab./km² |

## Economía
La actividad productiva del municipio es la agricultura, destacándose el cultivo de cacao, café, caña papelonera, el maíz, etc. 
La Floricultura, es una actividad de las zonas altas del municipio, como son los caseríos de Peña del Zulia, Lechozal, Campeare y zonas adyacentes, donde se cultiva especialmente la Cala, flor de la familia Zantedeschia aethiopica; asimismo, se cultivan otras plantas ornamentales.

## Turismo

### Lugares de interés
numerosos ríos, pozas, manantiales. La Piedra del Cucurucho, ubicada entre los caseríos de Peña del Zulia y Lechozal el Mar Caribe, esta formación geológica cuenta con una cueva a la cual se puede ingresar;

## Política y gobierno

### Alcaldes
| Período     | Alcalde         | Partido político / Alianza | % de votos | Notas |
| ----------- | --------------- | -------------------------- | ---------- | --- |
| 1989 - 1992 | Juan Irene Moya | AD                         | 59,78      | Primer alcalde bajo elecciones directas |
| 1992 - 1995 | Juan Irene Moya | AD                         | 59,09      | Reelecto |
| 1995 - 2000 | Pedro Guzmán    | AD                         | -          | Segundo alcalde bajo elecciones directas (se realizaron elecciones generales adelantadas en el 2000 debido a la aprobación de la Constitución de 1999) |
| 2000 - 2004 | Pedro Guzmán    | PDI                        | 54,39      | Reelecto |
| 2004 - 2008 | Pedro Guzmán    | PDI                        | 51,98      | Reelecto |
| 2008 - 2013 | María Hurtado   | PSUV                       | 53,77      | Tercera alcalde bajo elecciones directas (se postergan 1 año las elecciones municipales pautadas para finales del 2012)                                |
| 2013 - 2017 | Pedro Guzmán    | PSUV                       | 62,04      | Cuarto alcalde bajo elecciones directas |
| 2017 - 2021 | Iliath Veloz    | PSUV                       | 77,31      | Quinto alcalde bajo elecciones directas |
| 2021 - 2025 | Iliath Veloz    | PSUV                       | 57,09      | Reelecto |

### Concejo municipal
Período 1989 - 1992
| Concejales:           | Partido político / Alianza |
| --------------------- | -------------------------- |
| Artemio Martínez      | AD                         |
| Tereza de Yánez       | AD                         |
| Andres Navarro Díaz   | AD                         |
| Ramón Giménez         | AD                         |
| Santos Tineo          | AD                         |
| Ramón Guilarte        | COPEI                      |
| Jesús Suárez Salvador | MAS                        |

Período 1992 - 1995
| Concejales:         | Partido político / Alianza |
| ------------------- | -------------------------- |
| Carlos Meneses      | AD                         |
| Yurancy Vivas       | AD                         |
| Luis Guerra         | AD                         |
| Pedro Guzmán        | AD                         |
| Santos Tineo        | AD                         |
| Alexander Hernández | COPEI                      |
| Manuel Tavera       | MAS                        |

Período 1995 - 2000
| Concejales:         | Partido político / Alianza |
| ------------------- | -------------------------- |
| Casto Henry Marcano | AD                         |
| Ramon Lezama        | AD                         |
| Eusebio Rodríguez   | AD                         |
| Eulalio Rodríguez   | AD                         |
| José Jiménez        | AD                         |
| Luis Fernández      | MAS                        |
| Luis Miranda        | MAS                        |

Período 2013 - 2018:
| Concejales        | Partido político / Alianza |
| ----------------- | -------------------------- |
| Néstor Toussaintt | MUD                        |
| Luis González     | MUD                        |
| Nelson Hernández  | MUD                        |
| Neomar González   | MUD                        |
| Víctor Valderrama | PSUV                       |
| Jholeika Gordillo | PSUV                       |
| Alfredo Veloz     | PSUV                       |

Período 2018 - 2021
| Concejales        | Partido político / Alianza |
| ----------------- | -------------------------- |
| Lennys Suniaga    | PSUV                       |
| Victor Valderrama | PSUV                       |
| Marianny Lozada   | PSUV                       |
| Marielkis Lion    | PSUV                       |
| Leonel Plaza      | PSUV                       |
| Ysmedys López     | PSUV                       |
| Danny Vargas      | PSUV                       |

Período 2021 - 2025
| Concejales         | Partido político / Alianza |
| ------------------ | -------------------------- |
| Rosalba Castillo   | PSUV                       |
| Mileidys Montes    | PSUV                       |
| Ronald Martinez    | PSUV                       |
| Yamilka Farias     | PSUV                       |
| Mariel Guzman      | PSUV                       |
| Pedro Guerra       | PSUV                       |
| Gilberto Fernandez | ASIS                       |